# Indice di Törnqvist
L'indice di Törnqvist è un numero indice utilizzato in statistica ed economia per misurare la variazione nei volumi o nei prezzi di determinati aggregati.
Si tratta in particolare di una media geometrica ponderata degli indici dei prezzi (o delle quantità) dei singoli beni dell'aggregato, con pesi di ponderazione costituiti dalla media aritmetica delle quote di valore del bene sul valore totale dell'aggregato.
La sua applicazione è particolarmente diffusa come indice di quantità di input di lavoro e capitale negli studi di analisi della produttività.
A volte è indicato come indice di Divisia, perché costituisce una delle possibili approssimazioni al caso discreto di quell'indice definito in ambito continuo.

## L'indice dei prezzi di Törnqvist
Dato un aggregato {\displaystyle \ X_{t}=\sum _{i}p_{it}\ q_{it}}, dove {\displaystyle \ p_{it}} e {\displaystyle \ q_{it}} sono, rispettivamente, il prezzo e la quantità del bene i al tempo t, l'indice dei prezzi di Törnqvist che misura la variazione della componente dei prezzi dell'aggregato tra il tempo s e il tempo t è uguale a:
{\displaystyle \ T_{p}(s,t)=\prod _{i}\left({\frac {p_{it}}{p_{is}}}\right)^{\frac {v_{is}+v_{it}}{2}}}
dove {\displaystyle \ v_{it}} è la quota del valore del bene i sul valore dell'aggregato nel periodo t, ovvero:
{\displaystyle v_{it}={\frac {p_{it}\ q_{it}}{\sum _{i}p_{it}\ q_{it}}}}
Come già detto l'indice è una media geometrica ponderata. La somma degli esponenti dei fattori, che costituiscono i pesi di ponderazione, è infatti uguale all'unità:
{\displaystyle \ \sum _{i}{\frac {v_{is}+v_{it}}{2}}={\frac {1}{2}}\left(\sum _{i}v_{is}+\sum _{i}v_{it}\right)={\frac {1}{2}}(1+1)=1}
L'indice è di frequente presentato e applicato sotto forma logaritmica:
{\displaystyle \ \ln T_{p}(s,t)=\sum _{i}\left({\frac {v_{is}+v_{it}}{2}}\right)(\ln p_{it}-\ln p_{is})}
Inoltre, poiché 
{\displaystyle \ \ln p_{it}-\ln p_{is}=\ln \left({\frac {p_{it}}{p_{is}}}\right)\cong {\frac {p_{it}}{p_{is}}}-1}
l'indice è spesso calcolato come segue:
{\displaystyle \ \ln T_{p}(s,t)=\sum _{i}\left({\frac {v_{is}+v_{it}}{2}}\right)({\frac {p_{it}}{p_{is}}}-1)}

## L'indice dei volumi di Törnqvist
L'indice dei volumi di Törnqvist, che misura la variazione della componente delle quantità dell'aggregato tra il tempo s e il tempo t, è, analogamente a quanto visto per il corrispondente indice dei prezzi, uguale a:
{\displaystyle \ T_{q}(s,t)=\prod _{i}\left({\frac {q_{it}}{q_{is}}}\right)^{\frac {v_{is}+v_{it}}{2}}}
o, esprimendo il tutto in forma logaritmica:
{\displaystyle \ \ln T_{q}(s,t)=\sum _{i}\left({\frac {v_{is}+v_{it}}{2}}\right)(\ln q_{it}-\ln q_{is})\cong \sum _{i}\left({\frac {v_{is}+v_{it}}{2}}\right)({\frac {q_{it}}{q_{is}}}-1)}

## Proprietà dell'indice di Törnqvist
Date le proprietà desiderabili che un numero indice dovrebbe soddisfare così come individuate da Irving Fisher e successivamente in quello che è chiamato l'approccio assiomatico ai numeri indice, ed in particolare quelle di:
1. proporzionalità: dato un indice dei prezzi (della quantità) di un determinato aggregato, se tutti i prezzi (le quantità) dell'aggregato variano di un certo fattore, l'indice dovrebbe variare nella stessa proporzione;
2. invarianza (o commensurabilità): l'indice non dovrebbe variare al variare delle unità di misura di prezzi e quantità;
3. inversione temporale: il numero indice fra 0 e t dovrebbe essere il reciproco di quello tra t e 0;
4. inversione dei fattori: dato un aggregato {\displaystyle \ X_{t}}, l'indice dell'aggregato ({\displaystyle \ X_{t}/X_{0}}) dovrebbe essere uguale al prodotto tra l'indice dei prezzi ({\displaystyle \ P_{t}/P_{0}}) e l'indice delle quantità ({\displaystyle \ Q_{t}/Q_{0}}), similmente a quanto accade nel caso di un solo bene.
5. circolarità: dato un periodo s, compreso fra 0 e t, il numero indice fra 0 e t dovrebbe essere uguale al prodotto dei numeri indici fra 0 e s e fra s e t.

L'indice di Törnqvist soddisfa le prime tre, ma non quelle di inversione dei fattori e circolarità.
Va osservato che, mentre gli indici di Laspeyres e di Paasche soddisfano solo le prime due proprietà, l'indice di Fisher le soddisfa tutte ad eccezione dell'ultima.
Per quanto riguarda poi la proprietà di circolarità, sebbene l'indice di Törnqvist non la soddisfi formalmente, similmente a quanto accade per l'indice di Fisher, gli errori nel "concatenamento" sono piccoli. Così in genere sarà vero che:
{\displaystyle \ T(0,t)\approx T(0,s)\cdot T(s,t)}